# Antonio Bernardino Sánchez
Antonio Bernardino Sánchez (1814-1885) fue un pintor español, vinculado a la ciudad de Ávila.

## Biografía

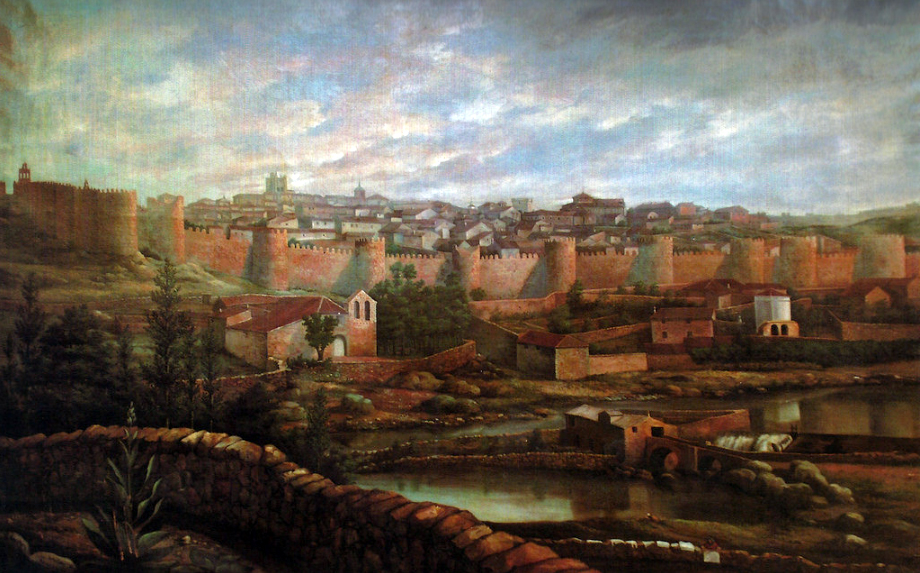
Vista de Ávila (1864)

Nacido en la localidad salmantina de Peñaranda de Bracamonte el 20 de mayo de 1814, se trasladó a Salamanca a estudiar los estudios de Filosofía, si bien se matriculó al mismo tiempo en la escuela de dibujo, a la que solo asistió un año. Terminada la carrera de Medicina, cuyo título superior obtuvo en 1840, se presentó a una oposición para una plaza de profesor de dibujo de la Escuela de Ávila. Una vez alcanzada esta abandonó definitivamente la Medicina y se dedicó a la enseñanza del dibujo y matemáticas. Por esta época hizo algunos trabajos al óleo y aguada para diferentes particulares, pintó las decoraciones del teatro del Liceo de Ávila —que le hizo socio de mérito— y fue comisionado por el gobernador de la provincia para que inspeccionase la venta de maderas doradas y otros objetos de los suprimidos conventos, consiguiendo la conservación de algunos cuadros y el altar mayor de Santo Tomás.
En 1845 se instaló en Madrid con la intención de perfeccionar su dominio de la pintura, etapa durante la cual realizó algunas copias en el Museo del Prado: El sueño de Jacob de Ribera, La adoración de los pastores y Una Magdalena de Murillo, El conde-duque de Olivares y el Retrato ecuestre de Felipe IV de Velázquez y los paisajes La salida del sol y El anochecer de Claudio de Lorena.
A su regreso a Ávila pintó para el nuevo teatro de la ciudad la embocadura, el telón de boca y ocho decoraciones. Entre 1848 y 1867 desempeñó además de su cátedra de dibujo otra de matemáticas con carácter interino, que le restó tiempo a su ejercicio del arte. En la Exposición Nacional celebrada en Madrid en 1858 expuso dos interiores: La basílica de San Vicente de Ávila y la Capilla de la Anunciación. En la de 1866 figuraron otros tres trabajos de su mano, dos a la aguada, que representaban una vista general de Arévalo y el castillo de dicha población, y otro al óleo, que consistía en una vista general de Ávila. Fue autor igualmente de tres interiores de la catedral de Ávila y numerosos paisajes. Perteneció a varias juntas y comisiones, en concreto hacia 1868 a la de Monumentos históricos y artísticos de la provincia. Fue nombrado miembro correspondiente de la Academia de Nobles Artes de San Fernando en febrero de 1867.
Habría fallecido en 1885.